# James Calado
James Calado (Cropthorne, Worcestershire, 13 juni 1989) is een Brits autocoureur. Zijn carrière gefinancierd werd door de Racing Steps Foundation. In 2023 won hij de 24 uur van Le Mans.

## Carrière

### Karten
Calado had een uitgebreide kartcarrière, waarbij hij bij het Cadets level begon in 1999. Nadat hij deel uitmaakte van het in 2000 kampioenschapswinnende team England Inter-Nations Cadet, won hij ook het Britse Cadet Championship in 2001 en eindigde op dertien punten achter winnaar Daniel Rowbottom als tweede in de Super 1 Cadet. In 2002 stapte Calado op naar TKM Juniors, waarmee hij als vijfde finishte in het Super 1-kampioenschap. In 2003 reed Calado voor het eerst pan-Europese kampioenschappen in een Gillard Parilla-kart voor het team PDB Racing in de ICA Junior. Hij finishte als tweede achter Nicholas Risitano in het Europese kampioenschap, maar versloeg wel de toekomstige Formule 1-coureurs Sébastien Buemi en Jaime Alguersuari.
Hij ging in 2004 bij Tony Kart rijden, en opnieuw eindigde hij bij de top 3 in het Europese kampioenschap, hij finishte als derde en moest enkel Stefano Coletti en Jules Bianchi voorlaten. Hij eindigde ook als vijfde in de Andrea Margutti Trophy en als negende in de Italiaanse Open Masters. In 2005 ging hij rijden in de ICA en won hij het Europese kampioenschap voor zijn toekomstige teamgenoot Jean-Eric Vergne. Hij eindigde ook als tweede achter Armando Parente in de Italiaanse Open Masters. Hij keerde terug naar Engeland om deel te nemen aan de Renault Elite League in de Super Libre-klasse, waarbij hij als zevende in het kampioenschap finishte.
Calado ging in 2006 rijden in de hoogste klasse van internationaal karten, de Formule A. Hij eindigde als zesde in de Italiaanse Open Masters en ging vervolgens naar Macau voor de Internationale Kart Grand Prix, waar hij als tweede achter Michael Christensen eindigde. In zijn laatste kartseizoen in 2007 eindigde hij voor de vierde keer in de top vijf van het Europese kampioenschap en behaalde hij een derde plaats in de Margutti Trophy. Hij eindigde ook als negende in de South Garda Winter Cup.

### Formule Renault
Calado ging in 2008 rijden in de Britse Formule Renault voor het team Fortec Motorsport. Zonder enige eenzitterservaring werd hij geplaatst in de Graduate Cup voor eerstejaarscoureurs. Hij finishte als tweede achter Dean Stoneman in dat kampioenschap en eindigde hij als zevende overall. Hij behaalde twee pole positions in dat jaar, op Snetterton en Oulton Park met een overwinning op Snetterton vanaf die pole position. Hij behaalde nog drie andere podiumplaatsen dat seizoen. Calado heeft ook deelgenomen aan twee ronden van de Formule Renault 2.0 NEC op het Circuit Zolder en op Spa-Francorchamps. Hij behaalde hierin twee top 5-finishes om als 25e in het kampioenschap te eindigen met 38 punten. Aan het eind van het seizoen nam Calado ook deel aan de Winter Series van zowel de Britse als de Portugese Formule Renault. In de beide kampioenschappen behaalde hij in 8 races in totaal 5 pole positions, zes snelste rondes, vijf overwinningen en beide kampioenschapstitels; in de Britse Winter Series hield hij Henry Surtees slechts drie punten af van de titel.
Calado bleef in 2009 in de Britse Formule Renault bij Fortec voor zijn tweejaarse campagne. Calado en Alpine Motorsports Stoneman, allebei in hun tweede seizoen en trotse winnaars in hun debuutseizoen in het kampioenschap. Na de pre-seizoenstests werd in de media geschreven dat het kampioenschap waarschijnlijk beslist zou worden tussen het paar. Calado was de meest succesvolle coureur in het kampioenschap, waarbij hij acht overwinningen behaalde in zeven van de tien raceweekenden. Hij behaalde ook tien pole positions en zeven snelste ronden. Echter door non-finishes op Thruxton, Oulton Park en Croft werd Calado tweede achter Dean Smith, die bij de tweede ronde van het kampioenschap instroomde. Calado eindigde 34 punten achter Smith. Calado nam ook drie ronden deel aan de Eurocup Formule Renault 2.0 voor Fortec op de circuits van Barcelona, Spa en Le Mans. Hij finishte als zeventiende in het kampioenschap met 10 punten van een vijfde plaats in Barcelona en een zevende plaats op Spa. Hij verloor een podiumfinish in Barcelona door een lek met twee ronden te gaan, wat uiteindelijk nog had kunnen veranderen in een overwinning na de diskwalificatie van winnaar Albert Costa.

### Formule 3
Calado rijdt in 2010 in het Britse Formule 3-kampioenschap voor het team Carlin. Hij is de tweede RSF-gefinancierde coureur die voor het team rijdt, nadat Oliver Turvey als tweede eindigde in 2008. Hij eindigde als tweede in het kampioenschap met 5 overwinningen, 2 pole positions en 4 snelste ronden. Enkel zijn teamgenoot Jean-Eric Vergne bleef hem voor, met 99 punten voorsprong.

### GP3
In 2011 gaat Calado in de GP3 Series rijden, met als teamgenoten voormalig Formule 3-coureur, tweevoudig Masters of Formula 3-winnaar en Williams-testrijder Valtteri Bottas en de ervaren Pedro Nunes bij het team Lotus ART. Calado werd tweede in het kampioenschap achter Bottas met één overwinning op het Valencia Street Circuit.

### GP2
In 2012 stapte Calado over naar de GP2 Series voor het team Lotus ART, dat haar naam had veranderd in Lotus GP. Hij kreeg hier Esteban Gutiérrez als teamgenoot. Calado deed niet onder voor zijn ervaren teamgenoot en werd vijfde in het kampioenschap met overwinningen op het Sepang International Circuit en op de Hockenheimring. In 2013 blijft Calado aan bij Lotus, maar krijgt met Daniel Abt een nieuwe teamgenoot omdat Gutiérrez naar het Formule 1-team Sauber vertrekt.

### Formule 1
Halverwege het Formule 1-seizoen 2013 reed Calado de Young Driver's Test bij het team Force India, waar hij de vierde tijd neerzette. Als resultaat, en dankzij zijn goede prestaties in de GP2, werd hij in september aangesteld als officiële testrijder van het team. Hij maakte zijn debuut in de vrijdagtraining in de Grand Prix van Italië.

#### Totale Formule 1-resultaten
| Seizoen | Inschrijving               | Chassis           | Motor                 | 1   | 2   | 3   | 4   | 5   | 6   | 7   | 8   | 9   | 10  | 11  | 12     | 13  | 14     | 15  | 16     | 17     | 18  | 19     | Pos | Punten |
| ------- | -------------------------- | ----------------- | --------------------- | --- | --- | --- | --- | --- | --- | --- | --- | --- | --- | --- | ------ | --- | ------ | --- | ------ | ------ | --- | ------ | --- | ------ |
| 2013    | Sahara Force India F1 Team | Force India VJM06 | Mercedes F108Z 2.4 V8 | AUS | MAL | CHN | BHR | ESP | MON | CAN | GBR | GER | HUN | BEL | ITA TC | SIN | KOR TC | JPN | IND TC | ABU TC | USA | BRA TC | -   | -      |